# Mindaugas Griškonis
Mindaugas Griškonis (ur. 17 stycznia 1986 w Wilnie) – litewski wioślarz, wicemistrz olimpijski z Rio de Janeiro, reprezentant Litwy w wioślarskiej jedynce podczas Letnich Igrzysk Olimpijskich w Pekinie oraz Letnich Igrzysk Olimpijskich w Londynie, wielokrotny mistrz Europy, brązowy medalista Mistrzostw Świata w 2015 roku.

## Osiągnięcia
- Mistrzostwa Świata Juniorów – Troki 2002 – czwórka podwójna – 10. miejsce[1].
- Mistrzostwa Świata Juniorów – Ateny 2003 – jedynka – 6. miejsce[1].
- Mistrzostwa Świata Juniorów – Banyoles 2004 – jedynka – 5. miejsce[1].
- Mistrzostwa Świata – Eton 2006 – dwójka podwójna – 12. miejsce[1].
- Mistrzostwa Świata – Monachium 2007 – dwójka podwójna – 17. miejsce[1][2].
- Mistrzostwa Europy – Poznań 2007 – jedynka – 2. miejsce[1].
- Igrzyska Olimpijskie – Pekin 2008 – jedynka – 8. miejsce[1][2].
- Mistrzostwa Europy – Ateny 2008 – jedynka – 12. miejsce[1].
- Mistrzostwa Świata – Poznań 2009 – jedynka – 7. miejsce[1].
- Mistrzostwa Europy – Brześć 2009 – jedynka – 1. miejsce[1].
- Mistrzostwa Europy – Montemor-o-Velho 2010 – jedynka – 4. miejsce[1].
- Mistrzostwa Świata – Karapiro 2010 – jedynka – 8. miejsce[1].
- Mistrzostwa Świata – Bled 2011 – jedynka – 7. miejsce[1].
- Mistrzostwa Europy – Płowdiw 2011 – jedynka – 1. miejsce[1].
- Igrzyska Olimpijskie – Londyn 2012 – jedynka – 8. miejsce[1].
- Mistrzostwa Europy – Varese 2012 – jedynka – 1. miejsce[1].
- Mistrzostwa Europy – Sewilla 2013 – jedynka – 4. miejsce[1].
- Mistrzostwa Świata – Chungju 2013 – jedynka – 6. miejsce[1].
- Mistrzostwa Europy – Belgrad 2014 – jedynka – 3. miejsce[1].
- Mistrzostwa Świata – Amsterdam 2014 – jedynka – 4. miejsce[1].
- Mistrzostwa Europy – Poznań 2015 – jedynka – 6. miejsce[1].
- Mistrzostwa Świata – Aiguebelette-le-Lac 2015 – jedynka – 3. miejsce[1].
- Mistrzostwa Europy – Brandenburg 2016 – 2. miejsce[1].
- Igrzyska Olimpijskie – Rio de Janeiro 2016 – dwójka podwójna – 2. miejsce[1].